# Seznam orchestrálních děl W. A. Mozarta
Orchestrální tvorba W. A. Mozarta (1756-1791) je jedna z nejrozsáhlejších oblastí jeho tvorby. Jeho 40 číslovaných symfonií představuje obrovský hudební kolos reprezentující celý hudební vývoj skladatele. První symfonie napsal už v dětství. Poslední skupina symfonií (symfonie č. 30 - 41) je ukázkou vrcholného umění symfonie, napsal jich 54. Spíše zajímavostí je Mozartova baletní hudba. Velkou část orchestrální tvorby pak představují tance, pochody a serenády, z nichž některé patří k nejlepším ve své oblasti.
V tomto seznamu jsou uvedena příslušná díla podle Köchelova seznamu.

## Seznam orchestrálních děl W. A. Mozarta
| KV   | název díla |
| ---- | --- |
| 16   | Symfonie č. 1 pro 2 hoboje, 2 lesní rohy a smyčce Es dur                                                                 |
| 17   | Symfonie č. 2 (pochybná) B dur                                                                                           |
| 18   | Symfonie č. 3 Es dur |
| 19   | Symfonie č. 4 pro 2 hoboje, 2 lesní rohy a smyčce D dur                                                                  |
| 19a  | Symfonie pro 2 hoboje, 2 lesní rohy a smyčce F dur                                                                       |
| 203  | Symfonie č. 4 D dur |
| 22   | Symfonie č. 5 pro 2 hoboje, 2 lesní rohy a smyčce B dur                                                                  |
| 204  | Symfonie č. 5 D dur |
| 43   | Symfonie č. 6, pro 2 hoboje (flétny), 2 lesní rohy a smyčce F dur                                                        |
| 45   | Symfonie č.7 přepracovaná jako předehra ke „La finta semplice“, 2 hoboje, 2 lesní rohy, 2 trubky, tympány a smyčce D dur |
| 45a  | Symfonie „Lambach“, pro 2 hoboje, 2 lesní rohy, smyčce G dur                                                             |
| 48   | Symfonie č. 8, 2 hoboje, 2 lesní rohy, 2 trubky, tympány a smyčce D dur                                                  |
| 73   | Symfonie č. 9, pro 2 hoboje (flétny), 2 lesní rohy, 2 trubky a tympány, smyčce C dur                                     |
| 74   | Symfonie č. 10 pro 2 hoboje, 2 lesní rohy a smyčce G dur                                                                 |
| 87   | Symfonie pro 2 flétny, 2 hoboje, 2 trubky a smyčce D dur                                                                 |
| 100  | Symfonie, „Serenade“, 2 hoboje (flétny), 2 lesní rohy, 2 trubky a smyčce D dur                                           |
| 110  | Symfonie č. 12 G dur |
| 111b | Symfonie č. 46 (pochybná, viz K. 96)                                                                                     |
| 112  | Symfonie č. 13 F dur |
| 114  | Symfonie č. 14 A dur |
| 124  | Symfonie č. 15 G dur |
| 128  | Symfonie č. 16 C dur |
| 129  | Symfonie č. 17 G dur |
| 130  | Symfonie č. 18 F dur |
| 132  | Symfonie č. 19 Es dur |
| 133  | Symfonie č. 20 D dur |
| 134  | Symfonie č. 21 A dur |
| 162  | Symfonie č. 22 C dur |
| 181  | Symfonie č. 23 D dur |
| 182  | Symfonie č. 24 B dur |
| 183  | Symfonie č. 25 g moll |
| 184  | Symfonie č. 26 (Overture) Es dur                                                                                         |
| 199  | Symfonie č. 27 G dur |
| 200  | Symfonie č. 28 C dur |
| 201  | Symfonie č. 29 A dur |
| 202  | Symfonie č. 30 D dur |
| 297  | Symfonie č. 31 „Pařížská“ D dur                                                                                          |
| 318  | Symfonie č. 32 (overtura) G dur                                                                                          |
| 319  | Symfonie č. 33 B dur |
| 338  | Symfonie č. 34 C dur |
| 385  | Symfonie č. 35 „Haffnerova“ D dur                                                                                        |
| 425  | Symfonie č. 36 C dur |
| 444  | Úvod k symfonii (původně No.37) Michaela Haydna G dur                                                                    |
| 504  | Symfonie č. 38 „Pražská“ D dur                                                                                           |
| 543  | Symfonie č. 39 Es dur |
| 550  | Symfonie č. 40 g moll |
| 551  | Symfonie č. 41 „Jupiter“ C dur                                                                                           |
| A214 | Symfonie č. 55 viz K. 45b B dur                                                                                          |
| A221 | Symfonie č. 7a „Alte Lambacher“ viz K. 45a G dur                                                                         |
| A223 | Symfonie viz K. 19a F dur                                                                                                |
| 364  | Sinfonia concertante pro housle, violu a orchestr Es dur                                                                 |
| 100  | Serenáda č. 1 (Kasace-Finalmusik) s pochodem, 2 hoboje(flétny), 2 lesní rohy, 2 trubky a smyčce D dur                    |
| 101  | Serenáda č. 2 F dur |
| 185  | Serenáda č. 3 „Finalmusik“ D dur                                                                                         |
| 250  | Serenáda č. 7 „Haffnerova“ D dur                                                                                         |
| 320  | Serenáda č. 9 „Poštovní roh“ D dur                                                                                       |
| 361  | Serenáda č. 10 pro dechové nástroje, viz K. 46 B dur                                                                     |
| 375  | Serenáda č. 11 pro dechové nástroje (2 klarinety, 2 lesní rohy, 2 fagoty; v roce 1782 přidány 2 hoboje) E dur            |
| 388  | Serenáda č. 12 pro dechové nástroje, viz K. 406 c moll                                                                   |
| 102  | Finále symfonie C dur |
| 73x  | Kánonické studie |
| 103  | 19 menuetů pro orchestr                                                                                                  |
| 104  | 6 menuetů pro orchestr                                                                                                   |
| 105  | 6 menuetů pro orchestr                                                                                                   |
| 106  | Předehra a 3 kontredansy                                                                                                 |
| 107  | 3 koncerty podle J.Ch. Bacha                                                                                             |
| 120  | Finále symfonie D dur |
| 121  | Finále symfonie D dur |
| 122  | Menuet pro orchestr Es dur                                                                                               |
| 123  | Kontredans pro orchestr B dur                                                                                            |
| 161  | Symfonie (overtura ke K. 126) D dur                                                                                      |
| 163  | Finále symfonie K. 161 D dur                                                                                             |
| 164  | 6 menuetů pro orchestr                                                                                                   |
| 176  | 16 menuetů pro orchestr                                                                                                  |
| 189  | Pochod pro orchestr D dur                                                                                                |
| 206  | Pochod (Idomeneo) D dur                                                                                                  |
| 214  | Pochod pro orchestr C dur                                                                                                |
| 215  | Pochod pro orchestr D dur                                                                                                |
| 237  | Pochod pro orchestr D dur                                                                                                |
| 239  | Serenáda č. 6 pro 2 orchestry D dur                                                                                      |
| 248  | Pochod pro orchestr F dur                                                                                                |
| 249  | Pochod (pro „Haffnerovu“ serenádu) D dur                                                                                 |
| 266  | 4 kontredansy |
| 286  | Notturno (Serenáda č. 8) pro 4 orchestry D dur                                                                           |
| 290  | Pochod pro 2 lesní rohy a smyčce D dur                                                                                   |
| 291  | Fuga pro orchestr (od Michaela Haydna)                                                                                   |
| 297a | (Ap. 1) 8 čísel k Miserere Holzbauera (ztraceno)                                                                         |
| 297b | (Ap. 9) Sinfonia concertante Es dur                                                                                      |
| 299b | (Ap. 10) Baletní hudba „Les petits riens“                                                                                |
| 300  | Gavota pro orchestr B dur                                                                                                |
| 311a | (Ap. 8) Overtura (pochybná) B dur                                                                                        |
| 335  | 2 pochody pro orchestr D dur                                                                                             |
| 362  | Pochod (Idomeneo) C dur                                                                                                  |
| 363  | 3 menuety |
| 367  | Baletní hudba k opeře „Idomeneo“; choreograf: Jean Pierre Le Grand                                                       |
| 408  | 3 pochody pro orchestr                                                                                                   |
| 409  | Menuet k symfonii C dur                                                                                                  |
| 445  | Pochod pro orchestr D dur                                                                                                |
| 446  | Hudba k pantomimě (část)                                                                                                 |
| 461  | 6 menuetů pro orchestr                                                                                                   |
| 462  | 6 kontredansů pro orchestr                                                                                               |
| 463  | 2 kontredansy s menuety pro orchestr                                                                                     |
| 509  | 6 německých tanců pro orchestr F dur                                                                                     |
| 510  | 9 kontredansů pro orchestr (pochybné)                                                                                    |
| 534  | Kontredans pro orchestr D dur                                                                                            |
| 535  | Kontredans „La Battaille“ pro orchestr C dur                                                                             |
| 535a | 3 kontredansy pro orchestr                                                                                               |
| 536  | 6 německých tanců pro orchestr v C, G, B, D, F a F dur                                                                   |
| 544  | Pochod „Ein kleiner Marsch“ (ztraceno) D dur                                                                             |
| 565  | 2 kontredansy pro orchestr                                                                                               |
| 567  | 6 německých tanců pro orchestr B,Es,G,D,A,C dur                                                                          |
| 568  | 12 menuetů pro orchestr C,F,B,Es,G,D,A,F,B,D,G,C dur                                                                     |
| 571  | 6 německých tanců pro orchestr D,A,C,G,B,D dur                                                                           |
| 585  | 12 menuetů pro orchestr D,F,B,Es,G,C,A,F,Es,G,D dur                                                                      |
| 586  | 12 německých tanců pro orchestr C,G,Bb,F,A,D,G,Es,B,F,A,C dur                                                            |
| 587  | Kontredanse pro orchestr C dur                                                                                           |
| 599  | 6 menuetů pro orchestr C,G,Es,B,F,D dur                                                                                  |
| 600  | 6 německých tanců pro orchestr C,F,B,Es,G,D dur                                                                          |
| 601  | 4 menuety pro orchestr A,C,G,D dur                                                                                       |
| 602  | 4 německé tance pro orchestr B,F,C,A dur                                                                                 |
| 603  | 2 kontredansy pro orchestr D,B dur                                                                                       |
| 604  | 2 menuety pro orchestr B,Es dur                                                                                          |
| 605  | 3 německé tance pro orchestr D,G,C dur                                                                                   |
| 606  | 6 německých tanců pro orchestr B dur                                                                                     |
| 607  | Kontredans pro orchestr Es dur                                                                                           |
| 609  | 5 kontredansů pro orchestr C,Es,D,C,G dur                                                                                |
| 610  | Kontredans pro orchestr G dur                                                                                            |
| 611  | Německý tanec G dur |